# 焼却炉

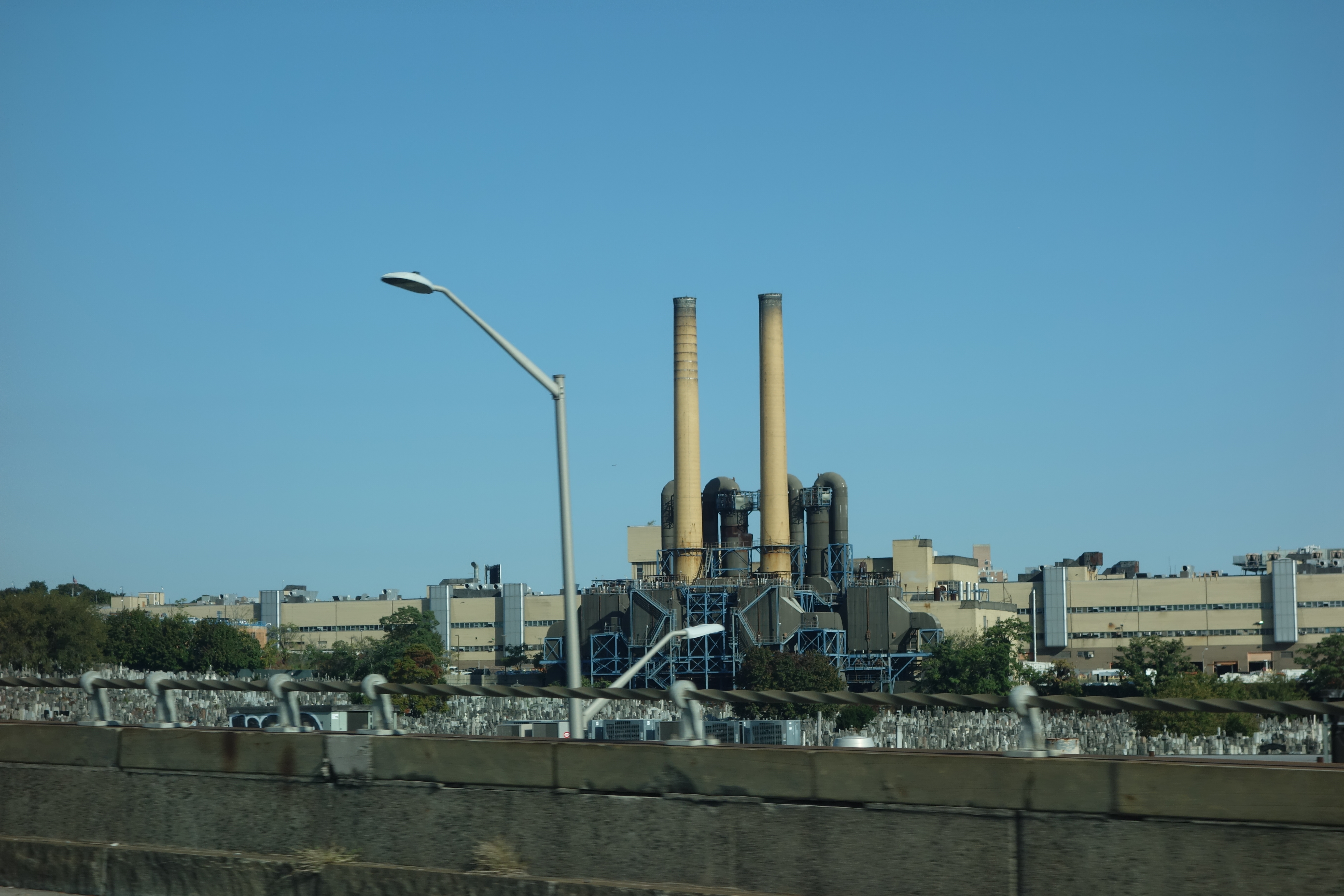
アメリカ・ロングアイランドに設置された焼却炉

焼却炉（しょうきゃくろ）は、廃棄物を焼却するための設備・施設。廃棄物の焼却とは、燃焼によって廃棄物中の有機物を可燃性ガス、油、炭素などに分解し、その容量を大幅に減容することをいう。焼却により、廃物の腐敗を防止し（安定化）、病原菌を滅菌（無害化）する作用もある。

## 焼却炉の分類

### 規模による分類
処理能力により大型、中型、小型に分類される。これらは操業方式では連続炉（24時間運転）、准連続炉（10時間～/日運転）、機械バッチ炉、バッチ炉に分けられる。バッチ炉は外気と遮断して廃棄物を1回の投入だけで燃やし切る方式の焼却炉をいう。
- 4t/h以上 - 大型焼却炉（主に連続炉）[2]
- 2t/h以上4t/h未満 - 中型・大型焼却炉（主に准連続炉、連続炉、機械バッチ炉）[2]
- 200kg/h以上2t/h未満 - 小型・中型焼却炉（主に准連続炉、機械バッチ炉、バッチ炉）[2]
- 50kg/h以上200kg/h未満 - 小型焼却炉（主にバッチ炉）[2]

なお、小型焼却炉については規制のために各地の条例等で規定された「小型焼却炉」の定義とは異なる場合がある（後述）。

### 構造による分類
焼却炉は広義にはガス化溶融炉を含むが、狭義には（直接）焼却炉のことを指す（ガス化溶融炉に関しては溶融炉を参照）。
主な焼却炉には次のような種類がある。
火格子炉（ストーカ炉）
最も普遍的で基本的な方式。
- 固定式火格子炉は、格子状に組んだ火床で廃棄物を燃焼させて灰を隙間から落とす方式で、比較的小規模の焼却炉で用いられる。
- 機械式ストーカ炉は、火格子を自動的に動かしながら廃棄物を燃焼させる方式で、紙くずや木くずなどの発熱量の高い固形廃棄物の焼却に適している。

回転床炉
炉床を回転させて、廃棄物の供給、炉内での移送、攪拌、灰出し操作等を連続的に行う方式。
回転式炉（ロータリーキルン）
横置回転式焼却炉で構造が簡単なため炉容量を大きくしやすく、広範囲の廃棄物を混合処理できる。
流動床炉
形状は塔状で炉の下部に砂を充填し、その底から空気を噴射して高温に熱した砂と撹拌し、廃棄物を短時間に乾燥、着火、燃焼させる方式。

## 法的規制

### 日本における規制

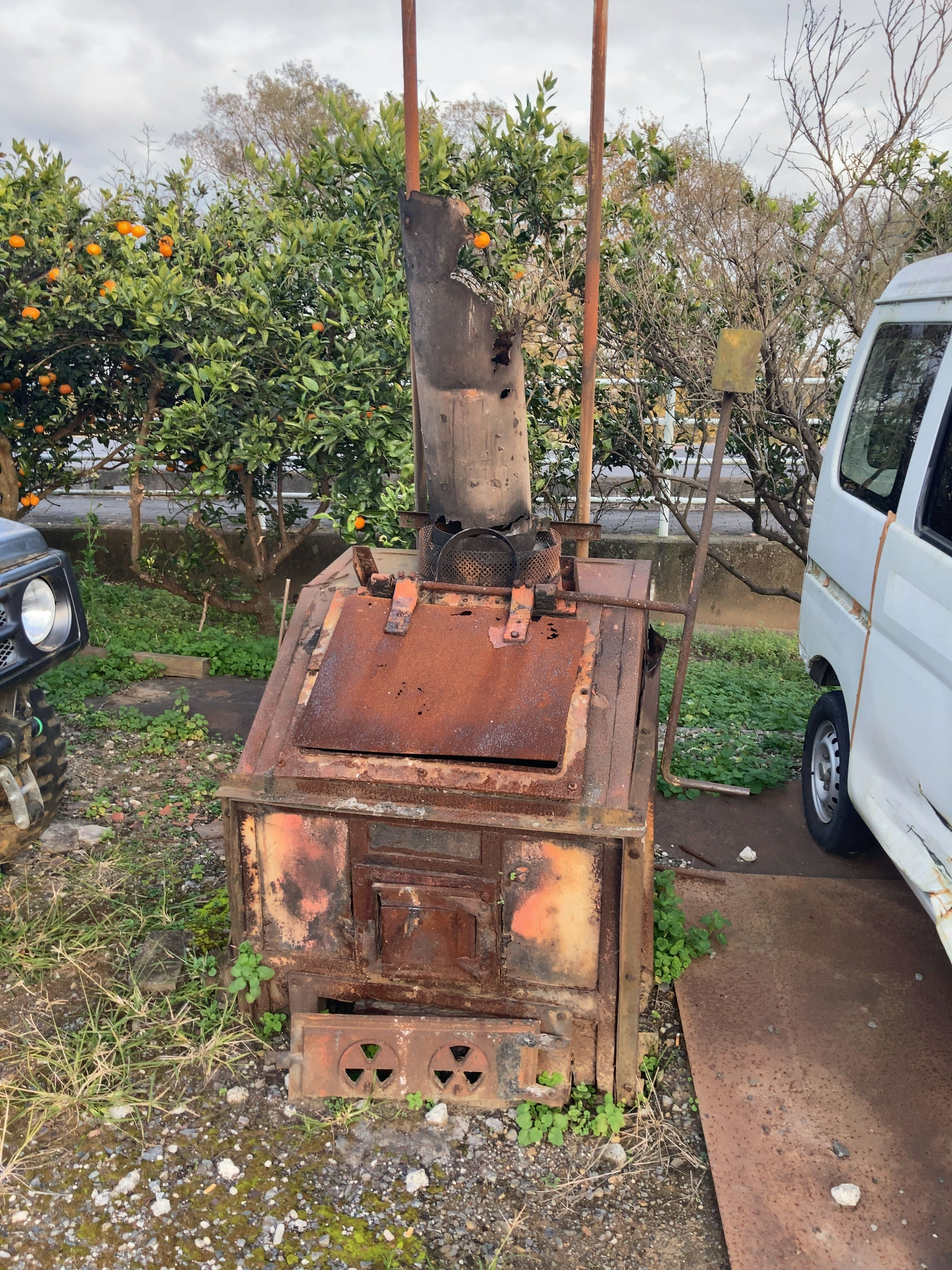
朽ちた簡易焼却炉

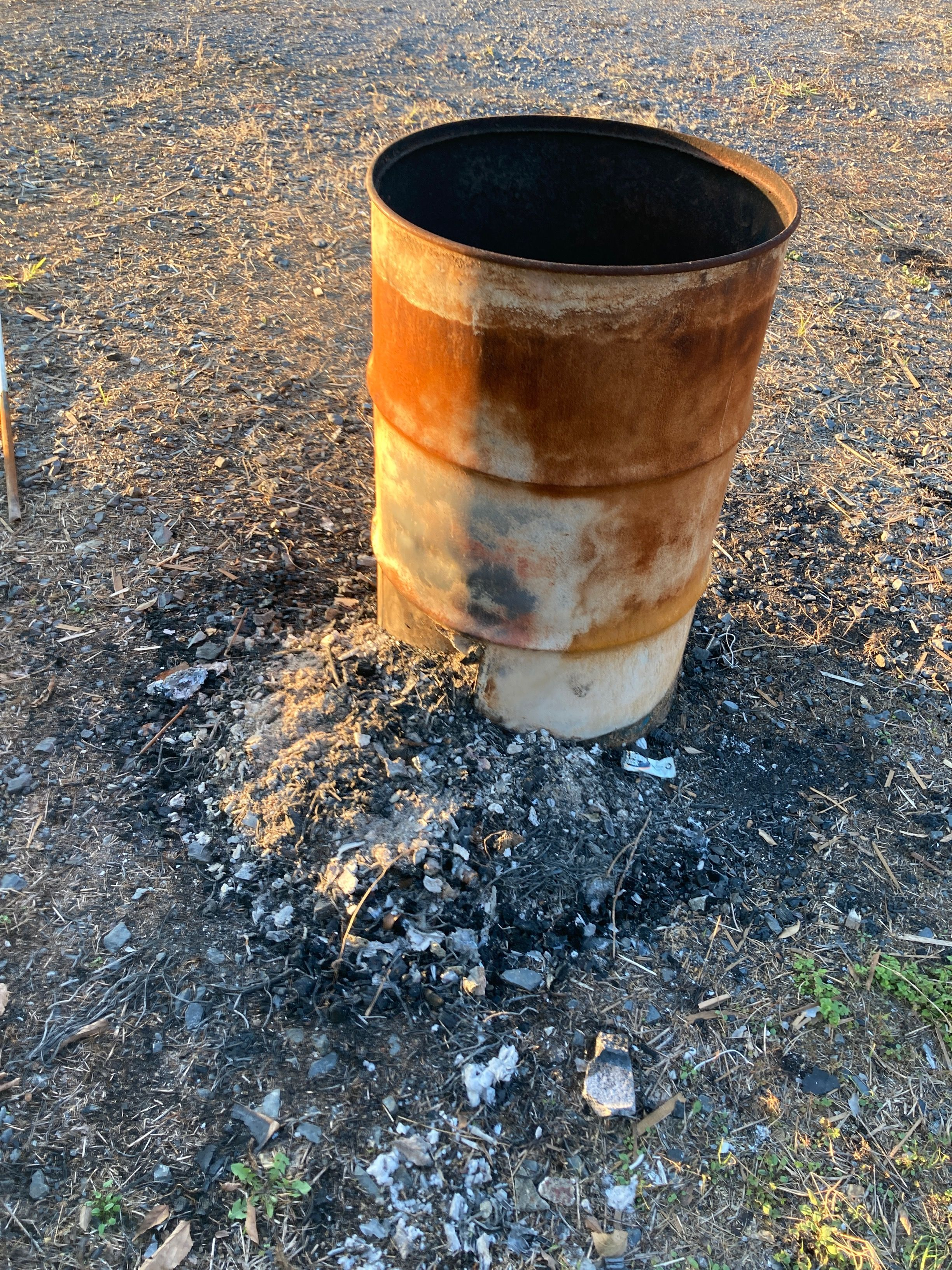
野焼きに使われるバーンバレル(ドラム缶)

焼却炉は「廃棄物処理法」、「大気汚染防止法」、「悪臭防止法」、「水質汚濁防止法」、「騒音規制法」、「振動規制法」、「ダイオキシン類対策特別措置法」により法的な規制がされている。特に2002年12月施行の改正廃棄物処理法において家庭用焼却炉を含め、全ての規模の焼却炉に対して下記の構造的な新基準が定められた。
- 空気取り入れ口及び煙突の先端以外に焼却炉設備内と外気が接することなく、燃焼室において発生するガスの温度が800℃以上の状態で廃棄物を焼却できるもの。
- 燃焼に必要な量の空気の通風が行われること。
- 外気と遮断された状態で、定量ずつ廃棄物を燃焼室に投入することが出来ること。
- 燃焼室中の燃焼ガスの温度を測定できる装置が設けられていること。
- 燃焼ガスの温度を高温に保つことができるよう、助燃装置が設けられていること。

条例で設置等の届出、排出基準の遵守、定期的な排出ガス中のダイオキシン類濃度の測定、構造基準・維持管理基準の遵守を定めている自治体もある。新座市のように「小型焼却炉」と「簡易焼却炉」を分けて規制している自治体もある。

### 米国における規制
米国1990年大気浄化法の連邦排出基準プログラムでは、固形廃棄物焼却規制（§129）で地域ゴミや医療廃棄物等の焼却炉からのダイオキシン類等の排出を規制している。
固形廃棄物焼却炉は建造/改造時期によって、新規固形廃棄物焼却炉、改造固形廃棄物焼却炉、既存固形廃棄物焼却炉に分類される。新規焼却炉に関してはダイオキシン類排出規制の新規発生源性能基準及びその他の要件が適用され、直接的な連邦規制を受ける。既存焼却炉に関してはダイオキシン類の排出指針及びその他の要件が適用されるが、EPAの承認を得て各州が策定する「州プラン」による規制を受ける。